# Tephritis sauterina
Tephritis sauterina es una especie de insecto díptero que Merz describió científicamente por primera vez en el año 1994.
Esta especie pertenece al género Tephritis de la familia Tephritidae.